# ZM Streng geheim
ZM Streng geheim ist eine Kinderbuchreihe von Marliese Arold.
Das ZM steht dabei für Zeitmaschine und erklärt gleichzeitig den Inhalt der Bücher.

## Inhalt
Die Kinder Michael und Heike Jaschke besuchen ihren Großonkel Professor Ambrosius Köhler in den Sommerferien. Dieser ist leidenschaftlicher Erfinder und hat in seinem Kellerlaboratorium eine Zeitmaschine gebaut. Diese hat einige Tücken, und so erleben die zwei zusammen mit dem Nachbarsjungen Thomas Pahl und seinem Hund Moorteufel immer wieder die unglaublichsten Abenteuer.

## Bücher
Die Reihe erschien in den 1980er Jahren im Pelikan Verlag Hannover. Die ersten Bände erschienen als Unterreihe in der Reihe Treffpunkt Abenteuer (TA), wobei die ersten zwei Bände Ende der 1980er neu aufgelegt und durch den neuen Band Die letzte Nacht von Troja ergänzt wurden. Dann stellte Pelikan die Taschenbuchreihe ein.
| Nr. | Titel                              | TA    |
| --- | ---------------------------------- | ----- |
| 1   | Das Geheimnis des alten Professors | 7/301 |
| 2   | Grabraub im Tal der Könige         | 8/302 |
| 3   | Die Sonnenstadt von Ol-Hamar       | 9     |
| 4   | Die Feuerhexe                      | 15    |
| 5   | Das Rätsel von Machu Picchu        | 19    |
| 6   | Der Herrscher von Atlantis         | 23    |
| 7   | Die Geisterhand Roms               | 27    |
| 8   | Der Schatten Dschingis-Khans       | 31    |
| 9   | Im Land der tausend Träume         | 35    |
| 10  | Todeszeichen Drachenschiff         | 38    |
| 11  | Die letzte Nacht von Troja         | 311   |

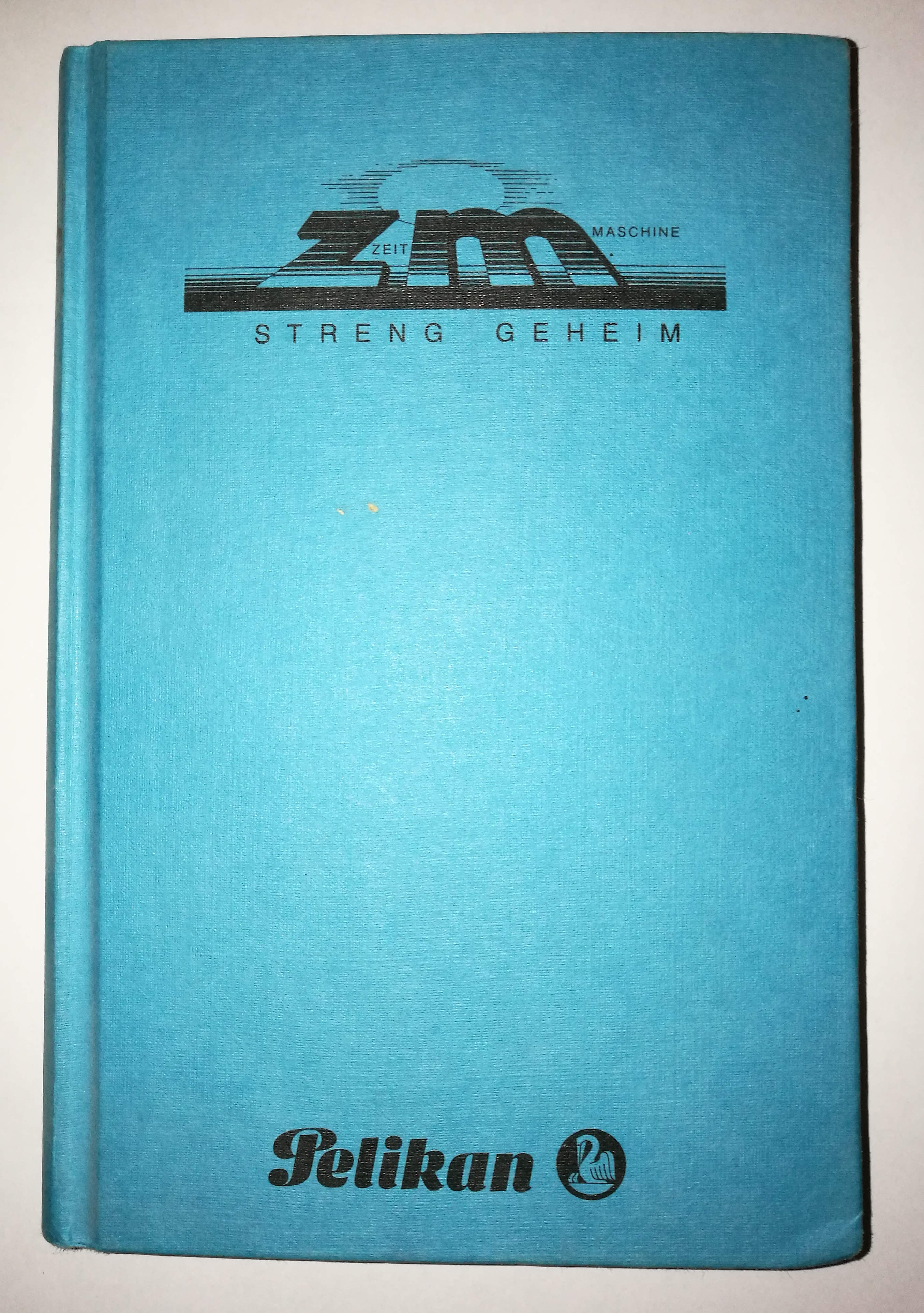
Ein Buch mit Hardcover aus der Zweiten Serie ZM Streng geheim

1990 gab es eine Fortsetzung der ZM-Reihe als Hardcover, illustriert von Frank Rosenzweig, die jedoch mit der Nummerierung wieder bei 1 anfängt.
| Nr. | Titel                                 |
| --- | ------------------------------------- |
| 1   | Die Höhlenmenschen vom Mammuttal      |
| 2   | Die geheimnisvolle Goldgräberstadt    |
| 3   | Der Smaragd von Bagdad                |
| 4   | Die Rache des Druiden                 |
| 5   | Die Todeselefanten                    |
| 6   | Die Maske des Piraten                 |
| 7   | Expedition nach Babylon               |
| 8   | Karawane ins Verderben                |
| 9   | Wer hat Einstein entführt?            |
| 10  | Der Wächter der Pyramide              |
| 11  | Die Katastrophe von Pompeji           |
| 12  | Falscher Kurs nach Indien             |
| 13  | Das Pferd des Schamanen               |
| 14  | Im Labyrinth des Stiergottes          |
| 15  | Atlantis II: Die Stadt unter dem Meer |
| 16  | Das Teufelslied vom Löwenstein        |
| 17  | Der falsche Maharadscha               |
| 18  | Die Tempelstadt im Dschungel          |

Teile der zweiten Serie wurde in den 2000er Jahren vom Erika-Klopp-Verlag nochmals aufgelegt, allerdings sind die Protagonisten und ihr Hintergrund anders: Der Professor heißt jetzt Magnus Ambrosius und hat einen Enkel (Benjamin), dessen Mutter verstorben ist. Benjamins Freunde sind Melanie Jeschke und Thomas Pahl. Moorteufel heißt jetzt Major. Die ersten zwei Versionen der Zeitmaschine kommen nicht vor, ebenso wenig Frau Schneider, des Professors Haushälterin.
| Nr. | Titel                                                |
| --- | ---------------------------------------------------- |
| 1   | In der Falle des Zauberers [= Die Rache des Druiden] |
| 2   | Der Wächter der Pyramide                             |
| 3   | Die Maske des Piraten                                |
| 4   | Gefangen in Pompeji [= Die Katastrophe von Pompeji]  |